# Benito Juárez, Coatlán del Río
Benito Juárez är en ort i Mexiko.   Den ligger i kommunen Coatlán del Río och delstaten Morelos, i den sydöstra delen av landet, 90 km söder om huvudstaden Mexico City. Benito Juárez ligger 1 131 meter över havet och antalet invånare är 319.
Terrängen runt Benito Juárez är kuperad åt nordväst, men åt sydost är den platt. Runt Benito Juárez är det ganska tätbefolkat, med 108 invånare per kvadratkilometer. Närmaste större samhälle är La Joya, 1,5 km väster om Benito Juárez. I omgivningarna runt Benito Juárez växer huvudsakligen savannskog.